# پالو، لیته
پالو، لیته (به لاتین: Palo, Leyte) یک منطقهٔ مسکونی در فیلیپین است که در لیته واقع شده‌است.

## خصوصیات
پالو ۲۲۱٫۲۷ کیلومترمربع مساحت دارد.

## خواهرخوانده
شهر پالو آلتو، کالیفرنیا خواهرخواندهٔ پالو، لیته هست.